# Coucy-le-Château-Auffrique
Coucy-le-Château-Auffrique és un municipi francès situat al departament de l'Aisne i a la regió dels Alts de França. L'any 2007 tenia 1.046 habitants.

## Demografia

### Població
El 2007 la població de fet de Coucy-le-Château-Auffrique era de 1.046 persones. Hi havia 372 famílies de les quals 100 eren unipersonals (40 homes vivint sols i 60 dones vivint soles), 104 parelles sense fills, 132 parelles amb fills i 36 famílies monoparentals amb fills.
La població ha evolucionat segons el següent gràfic:
Habitants censats

### Habitatges
El 2007 hi havia 446 habitatges, 378 eren l'habitatge principal de la família, 30 eren segones residències i 38 estaven desocupats. 390 eren cases i 44 eren apartaments. Dels 378 habitatges principals, 244 estaven ocupats pels seus propietaris, 106 estaven llogats i ocupats pels llogaters i 28 estaven cedits a títol gratuït; 1 tenia una cambra, 10 en tenien dues, 52 en tenien tres, 91 en tenien quatre i 224 en tenien cinc o més. 268 habitatges disposaven pel capbaix d'una plaça de pàrquing. A 159 habitatges hi havia un automòbil i a 155 n'hi havia dos o més.

### Piràmide de població
La piràmide de població per edats i sexe el 2009 era:
| Homes | Edats   | Dones |
| ----- | ------- | ----- |
| 0     | 95 o +  | 4     |
| 8     | 90 a 94 | 8     |
| 4     | 85 a 89 | 32    |
| 8     | 80 a 84 | 4     |
| 20    | 75 a 79 | 28    |
| 12    | 70 a 74 | 16    |
| 20    | 65 a 69 | 28    |
| 28    | 60 a 64 | 16    |
| 24    | 55 a 59 | 32    |
| 32    | 50 a 54 | 32    |
| 48    | 45 a 49 | 32    |
| 36    | 40 a 44 | 28    |
| 20    | 35 a 39 | 32    |
| 40    | 30 a 34 | 28    |
| 44    | 25 a 29 | 56    |
| 12    | 20 a 24 | 16    |
| 28    | 15 a 19 | 28    |
| 32    | 10 a 14 | 24    |
| 28    | 5 a 9   | 40    |
| 16    | 0 a 4   | 28    |

## Economia
El 2007 la població en edat de treballar era de 635 persones, 430 eren actives i 205 eren inactives. De les 430 persones actives 392 estaven ocupades (225 homes i 167 dones) i 38 estaven aturades (19 homes i 19 dones). De les 205 persones inactives 67 estaven jubilades, 68 estaven estudiant i 70 estaven classificades com a «altres inactius».

### Ingressos
El 2009 a Coucy-le-Château-Auffrique hi havia 380 unitats fiscals que integraven 979,5 persones, la mediana anual d'ingressos fiscals per persona era de 16.607 €.

### Activitats econòmiques
Dels 43 establiments que hi havia el 2007, 1 era d'una empresa extractiva, 1 d'una empresa alimentària, 5 d'empreses de fabricació d'altres productes industrials, 2 d'empreses de construcció, 6 d'empreses de comerç i reparació d'automòbils, 1 d'una empresa de transport, 6 d'empreses d'hostatgeria i restauració, 2 d'empreses d'informació i comunicació, 1 d'una empresa financera, 3 d'empreses immobiliàries, 1 d'una empresa de serveis, 12 d'entitats de l'administració pública i 2 d'empreses classificades com a «altres activitats de serveis».
Dels 10 establiments de servei als particulars que hi havia el 2009, 1 era una oficina d'administració d'Hisenda pública, 1 gendarmeria, 1 oficina de correu, 2 tallers de reparació d'automòbils i de material agrícola, 1 autoescola, 1 fusteria, 1 perruqueria i 2 restaurants.
Dels 3 establiments comercials que hi havia el 2009, 1 era una gran superfície de material de bricolatge, 1 una botiga de menys de 120 m² i 1 una joieria.
L'any 2000 a Coucy-le-Château-Auffrique hi havia 4 explotacions agrícoles.

## Equipaments sanitaris i escolars
El 2009 hi havia 1 centre de salut i 1 farmàcia.
El 2009 hi havia 1 escola maternal i 1 escola elemental. Coucy-le-Château-Auffrique disposava d'un col·legi d'educació secundària amb 385 alumnes.

## Poblacions més properes
El següent diagrama mostra les poblacions més properes.